# Almoshof
Almoshof is een plaats in de Duitse gemeente Neurenberg, deelstaat Beieren.